# ستيفان ستروم
ستيفان ستروم (مواليد 13 ديسمبر 1977) هو ملاكم سويدي، مثّل بلاده في الألعاب الأولمبية الصيفية 1996.

## روابط خارجية
ستيفان ستروم على موقع أوليمبيديا (الإنجليزية)
- ستيفان ستروم على موقع اللجنة الأولمبية السويدية (السويدية)